# Werner Wnendt
Werner Wnendt (* 15. März 1952 in Gelsenkirchen) ist ein deutscher Diplomat im Ruhestand. Er war von September 2012 bis August 2017 Botschafter in Kanada.

## Leben
Wnendt absolvierte nach dem Abitur von 1972 bis 1976 ein Studium der Geowissenschaften und Rechtswissenschaften an der Ruhr-Universität Bochum und schloss dieses Studium mit einem Magister artium im Fach Geowissenschaften ab. Im Anschluss arbeitete er zwischen 1976 und 1978 bei der Deutschen Gesellschaft für Technische Zusammenarbeit (GTZ) in einem Projekt über Zinn- und Wolfram-Vorkommen in Myanmar sowie im Anschluss 1979 als Mitarbeiter in der Sektion Verwaltung von Mineralressourcen im Institut für Geowissenschaftliche Gemeinschaftsaufgaben in Hannover.
1980 trat Wnendt in den Auswärtigen Dienst und wurde nach Abschluss der Laufbahnprüfung für den höheren auswärtigen Dienst 1982 Zweiter Sekretär an der Botschaft in Kenia sowie Mitglied der deutschen Delegation bei den jährlichen Konferenzen des Umweltprogramm der Vereinten Nationen (UNEP). Kurz darauf wurde er jedoch 1982 Erster Sekretär an der Botschaft in Pakistan und dort zuständig für Entwicklungsprogramme und das Hilfsprogramm für Flüchtlinge aus Afghanistan.
Zwischen 1985 und 1989 fungierte Wnendt als Referent für europäische Integrationspolitik in der Europa- und Planungsabteilung des Auswärtigen Amtes in Bonn sowie im Anschluss von 1989 bis 1991 als Ständiger Vertreter des Leiters des Generalkonsulats in Miami. Danach übernahm er von 1991 bis 1995 die Position als Sprecher des Botschafters und Leiter der Ständigen Vertretung bei der Europäischen Union und war in dieser Zeit auch Mitglied einer Arbeitsgruppe für den Friedensprozess im ehemaligen Jugoslawien.
Nachdem Wnendt zwischen 1995 und 1998 Leiter des Büros des Staatsministers für Fragen der Europäischen Integration im Auswärtigen Amt war, fungierte er von 1998 bis 2000 als Ständiger Vertreter des Botschafters in Tschechien sowie daraufhin zwischen 2000 und 2003 als außenpolitischer Berater im Bundespräsidialamt. Während seiner Zeit in Tschechien verfasste er 1999 mit Harald Salfellner eine Darstellung der Geschichte der im Palais Lobkowitz angesiedelten Deutschen Botschaft Prag und wurde am 5. November 2001 zum Ehrenoffizier des National Order of Merit von Malta ernannt.
Im Anschluss war er von August 2003 bis Mai 2005 Stellvertreter des Hohen Beauftragten für Bosnien und Herzegowina (Senior Deputy High Representative) in Sarajevo und danach Leiter der Mission der Organisation für Sicherheit und Zusammenarbeit in Europa (OSZE) im Kosovo.
Nach Beendigung dieser Tätigkeit wurde Wnendt 2007 als Ministerialdirigent der stellvertretende Leiter der Abteilung für Kultur und Kommunikation des Auswärtigen Amtes und Beauftragter für Deutsch als Fremdsprache, ehe er zwischen 2010 und 2012 als Ministerialdirektor der Leiter der Abteilung für Kultur und Kommunikation war und damit maßgeblich die Auswärtige Kulturpolitik der Bundesrepublik Deutschland prägte. Während dieser Zeit war er auch Mitglied des Stiftungsrates der Max Weber Stiftung – Deutsche Geisteswissenschaftliche Institute im Ausland.
Im September 2012 wurde Wnendt Botschafter in Kanada, wo er Nachfolger von Georg Witschel wurde, der wiederum neuer Botschafter in Indonesien wurde und als solcher zugleich als Botschafter in Osttimor akkreditiert war.
Wnendt wurde im Sommer 2017 durch Sabine Sparwasser als Botschafter abgelöst.

## Veröffentlichungen
- Das Palais Lobkowicz in Prag. Ein Ort deutscher Geschichte in Prag. Vitalis Verlag, Prag 1999, ISBN 80-85938-65-0 (Mitautor: Harald Salfellner).